# Alexander Pajszer
Alexander Pajszer [alexander pajser] (1. února 1918 – 7. července 2002) byl slovenský fotbalový útočník.

## Hráčská kariéra
V československé lize hrál za ŠK Baťovany v 8 utkáních, vstřelil jednu prvoligovou branku.

### Prvoligová bilance
| Ročník          | Zápasy | Góly | Minuty | Klub        |
| --------------- | ------ | ---- | ------ | ----------- |
| I. liga 1945/46 | 8      | 1    | –      | ŠK Baťovany |
| CELKEM I. LIGA  | 8      | 1    | –      |             |